# 인디언 이주법

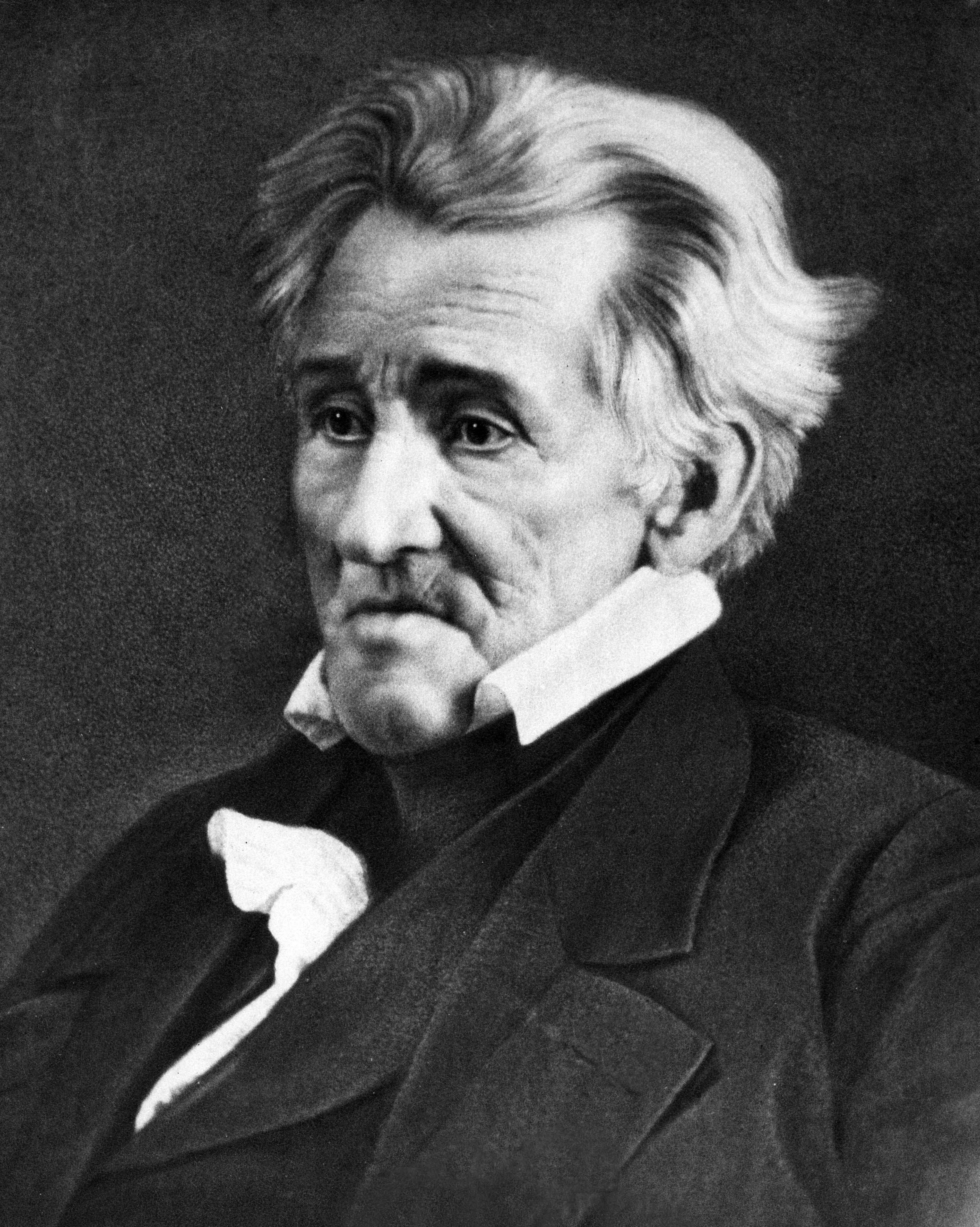
1829년 앤드류 잭슨 대통령은 그의 일반교서연설에서 인디언 이주법을 요청했다.

인디언 이주법(Indian Removal Act)은 인디언 이주로 알려진 미국 정부 정책의 일환으로 1830년 5월 28일 앤드루 잭슨 대통령이 서명한 법률이다.

## 개요
이 인디언 이주법은 "문명화된 다섯 부족"이 거주하던 땅에 정착하고 싶어 했던 남부에서 강력한 지지를 받았다. 특히 당시 최대 면적의 조지아주는 체로키 자치령과 사법 논쟁을 반복하고 있었다. 잭슨 대통령은 인디언의 이주로 조지아의 위기를 해결할 수 있기를 바랐다. 이론적으로 인디언 이주는 자발적으로 이루어져야 했지만, 실제로는 이주 협약을 체결했던 인디언 지도자들에게 강한 압박을 가했다. 대부분의 관찰자는 그들이 인디언 이주 정책의 지지 여부와 관계없이, 법의 통과 자체가 주에서 인디언들이 필연적으로 이주해야 함을 의미한다는 것을 알고 있었다. 그 이전부터 이주에 저항하던 일부 인디언 지도자들은 특히 1832년 잭슨 대통령의 격변적인 재선 후에, 그들의 입장을 재고하기 시작했다.
많은 반대가 있었다고 해도, 대부분의 백인 미국인은 인디언 이주법의 통과를 지지했다. 예레미야 에바츠로 대표되는 많은 기독교 선교사들이 법통과를 반대하며 선동을 했다. 뉴저지 상원 의원의 시어도어 프릴링하이젠과 테네시에서 선출된 하원 의원 데이빗 크로켓은 이 법안에 반대를 표명했다. 인디언 이주법은 격렬한 토론 끝에 의회에서 통과되었다.
이주법의 조항에 따라 비준된 다양한 조약은 수만 명의 인디언에게 서부로의 내키지 않는 강제 이주로 이끌었다. 이주법이 통과된 이후 당사자인 인디언들과 체결된 최초의 이주 조약은 1830년 9월 27일 《댄싱 래빗 크릭 조약》으로 미시시피의 촉토 족이 서부의 토지와 보상금과 교환을 조건으로 강 동쪽의 땅을 할양했다. 1835년에 체결된 《뉴에코타 조약》은 ‘눈물의 길’로 알려진 체로키 족의 대이동을 초래했다. 인디언이 없어진 남부의 광대한 토지는 목화 지대가 되었다.

## 같이 보기
- 인디언 이주
- 눈물의 길